# Ruy López de Villalobos
Ruy López de Villalobos (Málaga, Espanha, 1500 - Ilha Ambon, 4 de abril de 1546) foi um fidalgo e navegador espanhol que explorou as ilhas Filipinas e tratou, sem sucesso, de as colonizar e estabelecer uma rota comercial viável com os territórios espanhóis em América. Na sua expedição deu nome às Filipinas em honra de Filipe II de Espanha.

## Expedição (1542-43)
Em 1541, López de Villalobos recebeu o encargo de Antonio de Mendoza, primeiro vice-rei da Nova Espanha, de encabeçar uma expedição para as Ilhas do Poente (Índias Orientais) procurando novas rotas comerciais. Partiu a expedição do porto mexicano de Barra de Navidad em 1 de novembro de 1542, uma frota com 370 a 400 tripulantes a bordo de quatro navios maiores, um bergantim e uma goleta: Santiago, Jorge, San Antonio, San Cristóbal (pilotada por Ginés de Mafra), San Martín e San Juan de Letrán (ao comando de Bernardo de la Torre).
A 25 de dezembro, a frota dirigiu-se para as actuais ilhas de Revillagigedo, em frente à costa oeste de México, uma de cujas ilhas tinha sido descoberta em 1533 por Fernando de Grijalva. No dia seguinte redescobriram um grupo de ilhas situadas a 9° ou 10° N a que chamaram Corales, e ancoraram numa destas ilhas, à que lhe puseram por nome A Nublada (hoje San Benedicto), e aos penhascos lhes deram o nome de Los Inocentes. 
O 6 de janeiro de 1543, avistaram várias pequenas ilhas na mesma latitude e chamaram-nas Los Jardines (presume-se as ilhas de Eniwetok e Ulithi, já avistadas em 1527 pelo galeão Reyes, o barco comandado por Álvaro de Saavedra, que Cortés tinha mandado para cruzar o Pacífico). Também descobriram a ilha de Palaos, que pertenceu a Espanha até 1899, quando foi vendida à Alemanha junto com o resto das ilhas Carolinas.
Em abril de 1544 embarcou-se para a ilha de Amboina. Villalobos e sua tripulação dirigiram-se depois às ilhas de Samar e Leyte, às que chamaram As Ilhas Filipinas (Ilhas Filipinas) em honra do Príncipe de Espanha, Felipe II. Expulsados pelos nativos hostis, a fome e um naufrágio, López de Villalobos viu-se obrigado a abandonar os seus assentamentos nas ilhas e a expedição. Procuraram refúgio nas Molucas, e após algumas escaramuças com os portugueses, foram encarcerados.
Ruy López Villalobos morreu a 4 de abril de 1546, em sua cela da prisão, na ilha de Amboina, de uma febre tropical, ou como disseram os portugueses "de um coração rompido". Em seu leito de morte foi atendido pelo jesuita Francisco de Jaso (São Francisco Xavier) que se encontrava então em viagem de evangelização nas Molucas, sob protecção do rei de Portugal, e como Núncio do Papa na Ásia.
Sobreviveram 117 membros da tripulação, entre eles Ginés de Mafra e Guido de Lavezaris. Ginés de Mafra redigiu um manuscrito sobre a circum-navegação de Magalhães que foi enviado a Espanha por um amigo a bordo. Embarcaram-se em Malaca, onde os portugueses os puseram num barco com destino a Lisboa. Uns trinta optaram por permanecer ali, incluindo a Mafra. O seu manuscrito permaneceu desconhecido durante vários séculos e foi só descoberto no século XX e publicado em 1920.